# Raspad Austro-Ugarske
Austro-Ugarska je naziv Habsburške Monarhije od Austro-ugarske nagodbe 1867. do raspada države 1918. Na teritoriju od 676.616 km2 obitavalo je godine 1910. 51.356.465 stanovnika, od toga oko 12 milijuna Nijemaca, oko 10 milijuna Mađara, oko 24 milijuna Slavena te oko 5 milijuna drugih naroda.
Stvaranje Austro-Ugarske bilo je posljedica dugo prisutne unutarnje krize u Monarhiji i njezinih vanjskih poraza, koji su je prisilili na dvojno uređenje državnog sustava. Granicom na rijeci Leithi zemlja je podijeljena na austrijski dio (Gornja i Donja Austrija, Tirol s Vorarlbergom, Štajerska, Koruška, Kranjska, Gorica, Gradiška, Trst, Istra, Dalmacija, Češka, Moravska, Šleska, Galicija i Bukovina – zajednički naziv Cislajtanija) i ugarski dio (Mađarska s pripojenom Sedmogradskom, Hrvatska i Slavonija – zajednički naziv Translajtanija). Bosna i Hercegovina, okupirana 1878., anektirana 1908. godine, potpala je pod zajedničku austrougarsku upravu.
Austro-Ugarska Monarhija bila je temeljena na prevlasti dvaju najbrojnijih i ekonomski najmoćnijih naroda. Iznutra razdijeljena međunacionalnim suprotnostima, slomljena je unutarnjim revolucionarnim gibanjima i pobjedom zemalja Antante u I. svjetskom ratu. Obećanje cara i kralja Karla I. i IV. (16. listopada 1918.) da će Austriju pretvoriti u “savez slobodnih naroda” došlo je zakasnjelo, u trenucima kada su diplomatskim pregovorima velikih sila već bili iskrojeni budući europski zemljovidi.
Češke zemlje i Poljska proglašene su republikama (28. listopada), a u Zagrebu je 29. listopada 1918. Hrvatski sabor proglasio odcjepljenje hrvatskih zemalja i njihovo ujedinjenje sa slovenskim pokrajinama, Bosnom i Vojvodinom u Državu SHS. Lišen vlasti, car Karlo je abdicirao 11. studenog 1918. godine, čime definitivno sa svjetske političke pozornice nestaje moćna višenacionalna država srednjoeuropskih naroda. Na ruševinama Austro-Ugarske nastale su 1918. nove države: Austrija, Mađarska, Država SHS i Čehoslovačka, a Poljska je pripojila Galiciju.

## Ulazak u rat
Franjo Josip, car Austrije, apostolski kralj Ugarske, kralj Češke, Dalmacije, Hrvatske i Slavonije, itd., potpisao je akt o ratu bez jasnih ratnih ciljeva. Austrougarski vlastodršci, koji su izazvali rat nisu znali što žele postići. Razmatrane su svakakve opcije: kaznena ekspedicija..., aneksija dijela Srbije, podjela Srbije s Bugarskom i Rumunjskom, priključenje Srbije kao zavisne kraljevine Habsburškoj Monarhiji. Nasuprot takvim smušenim ratnim ciljevima, mađarski su vlastodršci prihvatili rat protiv Srbije pod uvjetom da Austro-Ugarska ne prisvoji nikakav srpski teritorij. Ne videći “dalje od nosa”, vlastodršci nekada moćnog carstva gurnuli su u rat državu od 51 milijun ljudi, slijepi na odnos snaga zaraćenih sila. Težnja za obnovom ugleda posrnulog carstva i reakcije na uvredu zbog ubojstva prijestolonasljednika te sasvim pogrešna procjena da će se ratna avantura završiti kaznenom ekspedicijom za nekoliko mjeseci, završit će 1918. slomom Carstva.

## Posljednja godina rata
Kao što povijest potvrđuje, vlastodršci posljednji postaju svjesnima da se njihov režim raspada, a često i nakon gubitka vlasti žive u iluzijama da su, s malim “popravcima”, mogli spasiti svoju vlast. Tako je bilo i s vlastodršcima Habsburške Monarhije. "Istočni grijeh" vladajućih klasa Centralnih sila bila je kriva procjena odnosa snaga i uvjerenja njihovih vlada da za nekoliko mjeseci mogu dobiti rat. Ovdje nije riječ o tome, već o katastrofalnim promašajima na kraju rata, posebno glede slavenskoga juga. U Wilsonovu se projektu mira, 9. siječnja 1918. godine, od Austro-Ugarske traži samo to da svojim narodima osigura najširu autonomiju. Tih dana i vlada Velike Britanije izjavljuje da “komadanje Austro-Ugarske nije sastavni dio naših ciljeva rata...”. U takvoj situaciji Nikola Pašić izjavljuje da bi bio zadovoljan s “malim rješenjem”, tj. stvaranjem Velike Srbije. Međutim, jedna jaka frakcija austrijskih Nijemaca i mađarski vlastodršci nastavili su s ratom svesrdno prateći imperijalističku kliku Velike Njemačke umjesto da iskoriste ideju saveznika o održavanju Habsburške Monarhije. Takva je politika, a napose zbivanja u Rusiji, izazvala Antantu te su SAD 28. lipnja 1918. izjavile da se zalažu za samoopredjeljenje naroda Habsburške Monarhije, što je značilo smrtnu presudu Austro-Ugarskoj.

## Pokušaji uvođenja trijalizma
Ratom oslabljeni vlastodršci Monarhije pokušavali su riješiti tzv. "južnoslavensko pitanje" kako bi prije svega zadovoljili Hrvate. Na konferenciji ugarske vlade 4. ožujka 1918. general Stjepan Sarkotić, zapovjednik i zemaljski poglavar BiH, založio se da se Dalmacija smjesta pripoji Hrvatskoj, kojoj treba odmah staviti u izgled i priključenje BiH te revidirati Nagodbu iz 1868. u korist Zagreba. Isti je prijedlog izložio 6. ožujka 1918. i kralju Karlu. Kralj se načelno složio, ali je bio neodlučan rekavši kako njemački car i njegovi generali još vjeruju u pobjedu. 
Na sjednici Krunskog savjeta 30. svibnja 1918. ugarski je predsjednik vlade (Wekerle) pristao da se Dalmacija (konačno!) ujedini s Hrvatskom, ali da ta Trojednica ostane u sastavu Ugarske te da se ukine dvojno upravljanje BiH, a da se i ona kao “corpus separatum” preda Pešti na izravno upravljanje. Predsjednik austrijske vlade Seidler zahtijevao je da Dalmacija i dalje bude pod upravom Beča. Hrvatski ban Antun Mihalović i general Sarkotić predložili su da se Dalmacija i BiH pripoje Hrvatskoj. Kralj je zaključio odlukom da obje vlade (u Beču i Pešti) nađu kompromisno rješenje.
U audijenciji 26. srpnja 1918. Kralj je prihvatio Sarkotićevu ideju o priključenju Dalmacije i BiH Hrvatskoj, ali se požalio da se bečka i peštanska vlada ne mogu dogovoriti. U razgovoru sa Sarkotićem 3. kolovoza Kralj je rekao da neće odobriti mađarsku varijantu rješenja. Sarkotić se, po kraljevu nalogu, 31. kolovoza priključio sastanku predsjednika dviju vlada. On je tumačio Mađaru da se velikosrpskoj ekspanziji treba suprotstaviti stvaranjem “Velike Hrvatske”, što je podržao i predsjednik austrijske vlade. Zaslijepljeni imperijalist male nacije, mađarski predsjednik Wekerle, tražio je odgodu rješenja za 6 tjedana, da bi se, osimostalog, konzultirao s Hrvatsko-srpskom koalicijom (HSK), posebno s grofom Kulmerom, te Pribićevićem i Popovićem, vođama njegova srpskog krila. Sarkotić je upozorio Mađare da se okrenu od HSK i da surađuju s frankovcima.

Vidjevši da Mađari odlažu rješenje, a da mu se carevina opasno ljulja, Karlo je 7. rujna 1918. uputio najjačega mađarskog političara, Istvana Tiszu, u hrvatske zemlje i u BiH da ispita stanje i Caru predloži rješenje. Tisza je posjetio Zagreb, Split, Mostar i Sarajevo, ali nigdje nije našao nikoga tko bi prihvatio mađarsku koncepciju rješenja jugoslavenskog pitanja. U Sarajevu je 28. rujna čak došlo i do oštre svađe s bosanskohercegovačkim prvacima, kada je iznervirani Tisza rekao:
»Mi možda možemo propasti, ali prije nego propadnemo... možemo sve... (vas)... da zgnječimo.«
Čuvši za držanje bosanskih prvaka u razgovoru s Tiszom, Anton Korošec je, ovlašten od čeških, poljskih, slovenskih i hrvatskih zastupnika u bečkom parlamentu, čestitao na "muževnom držanju bosanskih Srba i Hrvata, a naročito pojedinih muslimanskih vođa", naglasivši da "to držanje dolikuje zastupnicima demokracija i sloboda prema zastupniku umirućeg sistema". Sredinom listopada Tisza će reći javnosti da je rat izgubljen.
Kraljevska je kuća bila nemoćna. Ona je još prije rata, a pogotovo u ratu, postala duhovni zarobljenik politike Velike Njemačke, pavši gotovo na poziciju njezina satelita. S druge strane, iracionalni mađarski nacionalizam blokirao je reformu Monarhije time što je tvrdo težio unitarnoj državi od Karpata do Jadrana. Doduše, valja priznati da je kralja Karlo, svega nekoliko dana nakon smrti kralja Franje Josipa, tajno pregovarao s Antantom o miru. Pregovori su završili neuspjehom 12. listopada 1917. pod pritiskom Njemačke i njoj odanih članova dvorske kamarile, koji su razotkrili tajnost pregovora i prisilili Cara da se iz njih povuče. Uvidjevši bezizalnost, Austro-Ugarska je 14. rujna 1918. predložila Antanti mirovne pregovore. Već sutradan je probijen Solunski front, a 27. rujna i njemačka obrana na zapadu.
Na sjednici Krunskog vijeća 27. rujna 1918. konstatirano je da se svakoga časa očekuje kapitulacija saveznice Bugarske, napad Rumunjske, presijecanje veza s Turskom, pobuna u Srbiji, daljnje rasplamsavanje pokreta Slavena u kojemu je jak i onaj pod vodstvom Korošca, zatim totalno ekonomsko propadanje zemlje, nezaustavljive ofenzive savezničkih armija itd. Zaključilo se da se zatraži da Njemačka pristane na zaključenje mira, a da spor oko Dalmacije i BiH riješe dvije vlade, austrijska i ugarska. Išlo se dakle u slom, ali nije bilo smjelosti da se Monarhija još prije odvoji od Njemačke i sama zaključi mir.

## Ugarsko popuštanje i slavensko odbijanje
Pred sam je slom Monarhije predsjednik vlade Austrije u parlamentu, 1. listopada 1918., najavio spremnost za sklapanje mira, na što je pristala i carska Njemačka. Predsjednik je iz javio da je Austrija spremna osigurati svojim narodima pravo na punu ravnopravnost i samoopredjeljenje. Na sjednici je također izjavio da državne granice između Bosne i Hercegovine, Hrvatske i Dalmacije više ne odgovaraju opravdanim zahtjevima stanovništva tih zemalja, koje teži ujedinjavanju u jednu državnu cjelinu, a Austrija nije i ne može biti protiv tih težnji. U raspravi u parlamentu Anton Korošec je, u ime Slovenaca, Hrvata i Srba, ukorio austrijske vođe da slijepo slijede Njemačku i da ne pokazuju istinsku i jaku volju da djelima slijede svoje riječi, a u nastavku je rekao da “u petoj godini rata” s toliko prolivene krvi više nema nikoga tko bi ostao u Monarhiji pa je zaključio:
»Mi Slovenci, Hrvati i Srbi... hoćemo biti zajedno..., a onima koji hoće rješavati jugoslavensko pitanje dovikujemo: ostavite nam naše tlo i naš narod potpuno na miru! Našu kuću sami mi ćemo urediti...«
Priznavši slom, oba carstva su 4. listopada 1918. od predsjednika Wilsona zatražila mir. Osam dana nakon toga, 12. listopada, Car je predstavnicima naroda Austrije ponudio Habsburšku konfederaciju od 7 država, ali su slavenski narodi to odbili.
Iako su jedna za drugom propadale sve nade za spas Monarhije, neki krugovi u Londonu, Parizu i Vatikanu teško su se mirili s neminovnom propašću. Ti su utjecajni krugovi diplomatskim kanalima apelirali na kralja da se ne samo odvoji od Njemačke već da javno, odlučno i što oštrije osudi njezin imperijalizam kako bi pred zapadnom javnošću ublažio ogorčenje zbog agresije 1914. i tako dugoga i slijepog savezništvas Njemačkom. Kralj je 16. listopada 1918. na sjednici Krunskog savjeta podupro ideju pretvaranja Austrije u savez država, ali je ugarski premijer odbio to isto učiniti u svojoj polovini države. Pa ipak, 18. listopada u odgovoru kralju, Wilson je ostavio slamku spasa rečenicom da nije sebi uzeo pravo presuditi o odnosima Monarhije prema njezinim narodima već traži da ti narodi sami odluče o svojoj sudbini. Kraljevi su savjetnici procijenili da bi velesile Antante pristale da se Monarhija spasi ako bi postigla sporazum s potlačenim narodima. Međutim, Narodno vijeće SHS je 17., 18. i 19. listopada, nakon što mu je prišla i Hrvatsko-srpska koalicija, počelo preuzimati vlast tako da su već do odgovora Wilsona Česi, Poljaci, Slovaci, Slovenci, Srbi i Hrvati, dakle većina, faktički izašli iz sastava Monarhije.
██ Austrijske Zemlje (Cislajtanija)
██ Zemlje Krune sv. Stjepana (Translajtanija)
██ Zajednički kondominij Bosna i Hercegovina

## Nastanak novih država
Četiri dana nakon Wilsonova odgovora, na sjednici Krunskog savjeta 22. listopada, ugarska vlada je popustila samo toliko da pristaje na spajanje Hrvatske i BiH u jednu državu, ali samo pod mađarskom krunom sv. Stjepana, dok je austrijski premijer tražio da se “svi Jugoslaveni ujedine u ... nezavisnu državu” pod krunom Habsburga, i to mimo i Ugarske i Austrije. Ni kralj ni krunski savjet nisu imali volje ni hrabrosti osuditi njemački imperijalizam, vjerojatno i zato što su Austrijanci pripadnici njemačke nacije kojoj su bili privrženi još prije rata, a poglavito u ratu.
U odgovoru Wilsonu, Austro-Ugarska je 29. listopada 1918. prihvatila sve što je vlada SAD-a tražila, a to je značilo da daje punu slobodu samoopredjeljenju narodima Monarhije. Istoga je dana Hrvatski sabor raskinuo državno-pravne veze s Austro-Ugarskom. To su učinili i ostali slavenski narodi Monarhije. Dva dana nakon toga, 31. listopada 1918., kralj je ponudio svoje usluge za neki sporazum o suradnji između nezavisnih država, koje su bile u fazi formiranja (Čehoslovačka, Poljska, mala Austrija, još manja Mađarska i Država Slovenaca, Hrvata i Srba). Već 4. studenoga Austro-Ugarska je potpisala ugovor o primirju. Tako je propala višestoljetna tvorevina u kojoj je sudbina 50 milijuna ljudi bila u rukama kralja i njegove kamarile. 
Habsburšku Monarhiju i Njemačku slomile su 1918. nadmoćne savezničke armije zato što su imale znatno veće materijalne i ljudske resurse. Iako je bilo dezertera, hrvatski su vojnici bili lojalni Monarhiji sve do njezina sloma. Hrvati su zaustavljali talijanske postrojbe čak i nakon primirja.
Slijedilo je razgraničenje između novostvorenih država. U Zagrebu je održan jedan od sastanaka Antantinog povjerenstva za razgraničenje s Mađarskom na kojem su sudjelovali predstavnici Francuske, Italije, Japana, Velike Britanije i Srbije. Iz Srbije je bio nazočan pukovnik Vojin Čolak–Antić, koji je u to doba bio na dužnosti srbijanskog komesara Kraljevske vlade za razgraničenje s Mađarskom.